# 2012년 하계 올림픽 베네수엘라 선수단
2012년 하계 올림픽 베네수엘라 선수단은 2012년 7월 27일에서 8월 12일까지 영국 런던에서 열린 2012년 하계 올림픽에 참가한 올림픽 베네수엘라 선수단이다.

## 출전 선수
| 종목   | 남자 | 여자 | 전체 |
| ------ | ---- | ---- | ---- |
| 양궁   | 1    | 1    | 2    |
| 육상   | 8    | 5    | 13   |
| 복싱   | 2    | 1    | 3    |
| 사이클 | 7    | 5    | 12   |
| 다이빙 | 2    | 1    | 3    |
| 펜싱   | 3    | 3    | 6    |
| 체조   | 0    | 1    | 1    |
| 유도   | 2    | 1    | 3    |
| 요트   | 2    | 0    | 2    |
| 사격   | 0    | 1    | 1    |
| 수영   | 7    | 3    | 10   |
| 탁구   | 1    | 0    | 1    |
| 배구   | 2    | 0    | 2    |
| 역도   | 1    | 2    | 3    |
| 레슬링 | 5    | 2    | 7    |
| 전체   | 43   | 26   | 69   |

## 같이 보기
- 올림픽 베네수엘라 선수단